# Marko Grilc
Marko Grilc (Lubiana, 7 luglio 1983 – Sölden, 23 novembre 2021) è stato uno snowboarder sloveno.

## Biografia
Attivo dal 2002 al 2013, è stato uno degli atleti sloveni di maggior successo nella storia della disciplina. Ha gareggiato in cinque edizioni mondiali e a quattro degli X Games.
È stato vicecampione della Coppa del Mondo nella specialità del Big air nel 2009.
Si è ritirato dall'attività agonistica nel 2013.
È deceduto all'età di trentotto anni sulle piste di Sölden, urtando violentemente la testa contro una roccia innevata, mentre ispezionava un luogo per girare la scena di un film. Era sposato e ha tre figli. 

## Palmarès

### Campionati mondiali
| Anno | Snowboardcross | Half pipe | Big air | Slopestyle |
| 2003 | Abandon        | 39º       | 34º     | -          |
| 2008 | -              | -         | 14º     | -          |
| 2011 | -              | -         | 7º      | -          |
| 2013 | -              | -         | -       | 67º        |

### Coppa del Mondo
- Miglior piazzamento in classifica generale: 43º nel 2009.
- Miglior piazzamento nel big air :  nel 2009.
- 4 podi nel big air, di cui 1 vittoria a Londra il 30 ottobre 2010.